# Transcendence (альбом Еліс Колтрейн)
Transcendence — альбом Еліс Колтрейн, записаний у Каліфорнії в травні 1977 року і випущений пізніше того ж року лейблом Sepia Tone Records. На альбомі Колтрейн можна почути в різних інструментальних поєднаннях. «Vrindavana» — це сольний трек, тоді як на «Radhe-Shyam» і «Transcendence» Колтрейн грає на арфі у супроводі струнного ансамблю. Решта треків є одними з найперших прикладів її використання індуїстських релігійних гімнів, які називаються бгаджанами, і на них Колтрейн грає на клавішних інструментах разом з великими групами співаків, які також плескають у долоні та грають на ручних інструментах.

## Відгуки критиків
У рецензії для AllMusic Том Юрек написав: «Бачення, представлене тут, не стільки грандіозне музичне, скільки інтенсивно сфокусоване духовне… воно створює складне, але повністю захоплююче прослуховування, в якому настрої, режими, атмосфера і щільність пропонуються як медитативні простори для слухача… Transcendence — ще один розділ у творчому доробку пані Колтрейн, який не був зрозумілим до XXI століття, де він отримав визнання, на яке цілком заслуговує. З плином часу вона може стати повчальною для нового покоління музикантів і слухачів — справді, це найвища любов».
Автори The Penguin Guide to Jazz Recordings назвали альбом «глибоко особистим і проникливим, але таким, що важко піддається контекстуалізації» в рамках джазу.
Джозеф Нефф з The Vinyl District заявив, що «стійка доза витіюватої арфи і струнних» перших кількох треків врівноважується рештою вокальних композицій, які мають «госпел-межу, яка проникає трохи глибше, ніж на двох її попередніх роботах».
Деніел Бромфілд, який пише для Spectrum Culture, прокоментував: «Ми можемо легко побачити, як її погляд на архітектурні деталі передався її племіннику Flying Lotus. Вона грає на арфі протягом більшої частини альбому… Вона грає на арфі протягом більшої частини альбому… і вона здіймається в повітрі між своїми опорами, як арки в декадентській готичній церкві».
У статті для Red Bull Music Academy Брітт Робсон назвав «Vrindavana» «заворожуючим», але зазначив, що «пісні-співи з її учнями в кінці альбому є справжньою нагородою, бо вони кристалізують віддані пристрасті євангельського свідчення та індуїстського блаженства в захоплюючу синергію».

## Трек-лист
| #     | Назва            | Тривалість |
| ----- | ---------------- | ---------- |
| 1.    | «Radhe-Shyam»    | 6:59       |
| 2.    | «Vrindavana»     | 4:03       |
| 3.    | «Transcendence»  | 5:56       |
| 4.    | «Sivaya»         | 4:49       |
| 5.    | «Ghana Nila»     | 6:26       |
| 6.    | «Bhaja Govindam» | 4:33       |
| 7.    | «Sri Nrsimha»    | 4:56       |
| 37:42 |                  |            |

## Персоналії
- Еліс Колтрейн – електропіаніно, арфа, орган, піаніно, тамбура, тамбурин, вітряні дзвоники
- Девід Монтегю – скрипка
- Джей Розен – скрипка
- Мюррей Адлер – скрипка
- Памела Голдсміт — альт
- Фред Сейкура — віолончель